# Nissan X-Terra
Le Nissan X-Terra est un SUV du constructeur automobile japonais Nissan, vendu aux États-Unis. C'est un concurrent du Ford Escape.

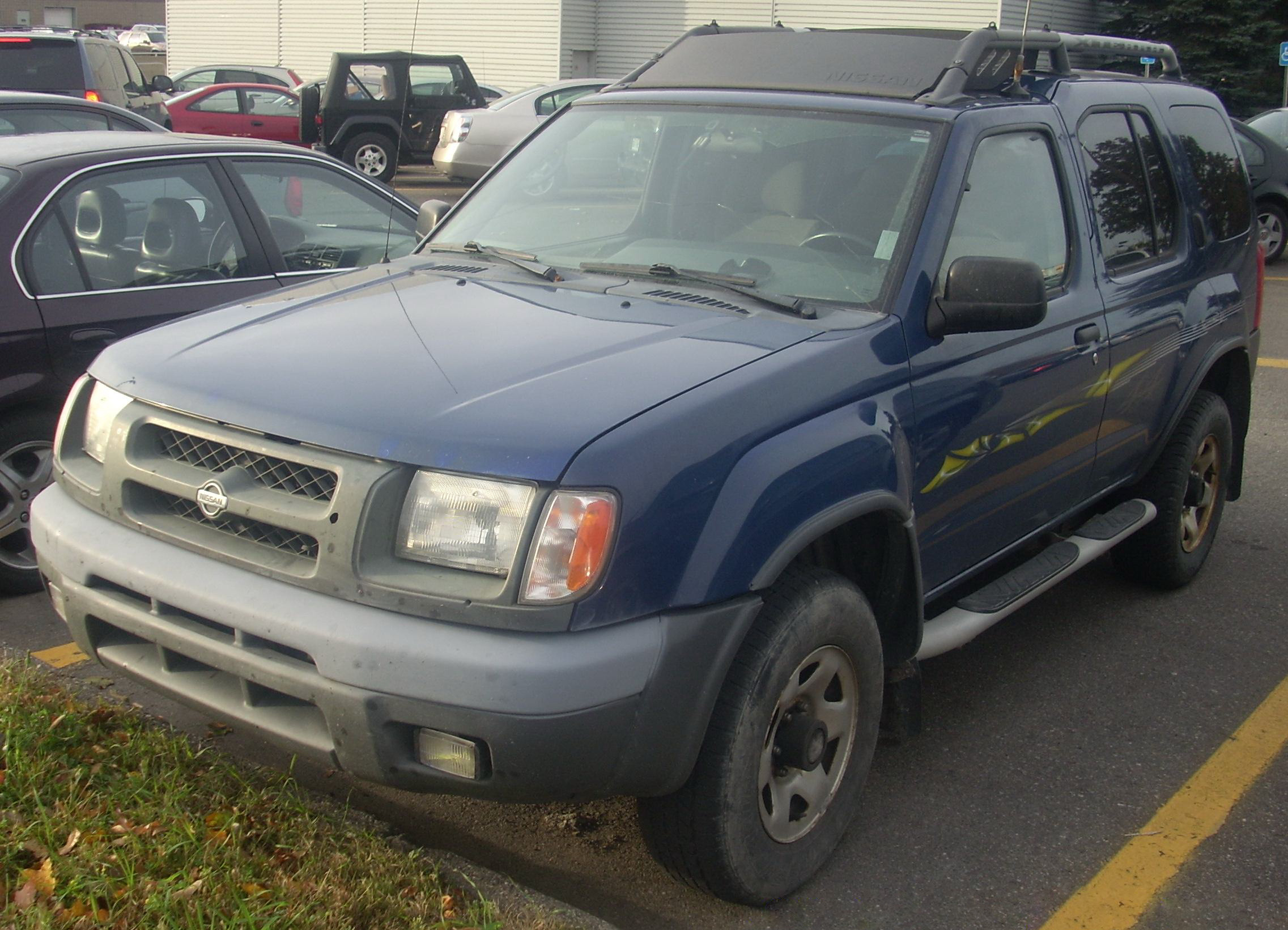
Le modèle de 2000.